# Zdislavice
Zdislavice (soms ter onderscheiding van andere plaatsen met dezelfde naam Zdislavice u Vlašimi genoemd) is een Tsjechische vlek (městys) in de regio Midden-Bohemen, en maakt deel uit van het district Benešov. Zdislavice telt 504 inwoners (2023).

## Geschiedenis
- 1352 – De eerste schriftelijke vermelding van Zdislavice.
- 2006 – De gemeente Zdislavice krijgt (opnieuw) de status vlek.[1]